# Pseudobalistes fuscus
Il pesce balestra marezzato o pesce balestra blu (Pseudobalistes fuscus (Bloch & Schneider, , 1801)) è un pesce d'acqua salata appartenente alla famiglia Balistidae.

## Distribuzione e habitat
Questa specie è diffusa nel Mar Rosso e nell'Indo-Pacifico, dal Sudafrica alla Nuova Caledonia. Frequenta prevalentemente le lagune atollifere a fondale sabbioso e le barriere coralline, gli adulti prediligono invece acque più profonde.

## Descrizione
La forma è tipica dei Balistidi, con profilo romboidale, pinne opposte e simmetriche, pinna caudale a mezzaluna. La livrea è interessante e peculiare: gli esemplari giovani presentano un corpo giallo vivo che tende a sfumare nell'ocra e nell'arancione verso il dorso e il peduncolo caudale, con un fitto reticolo blu acceso che si estende anche sulle pinne. Con l'avanzare dell'età il fondo giallo si tramuta in un blu più o meno uniforme, lasciando trasparire il reticolo soltanto nelle aree sfumate di un blu diverso. 

Raggiunge una lunghezza massima di 55 cm. 

## Riproduzione
Come gli altri balistidi, sono ovipari e monogami. Le femmine montano la guardia alle uova e diventano decisamente aggressive con chiunque si avvicini al nido.

## Alimentazione
P. fuscus si nutre di crostacei, pesci morti, coralli, tunicati e ricci di mare.

## Pesca
È oggetto di pesca per l'alimentazione umana.

## Acquariofilia
Nonostante le grandi dimensioni per un comune acquario domestico, è commercializzato e allevato per grandi acquari di barriera.